# Partido Autonomista Nacional (línea modernista)
El Partido Modernista y la Corriente o Línea Modernista del Partido Autonomista Nacional fueron consecutivamente un partido político argentino fundado en 1891 y desde 1892 una corriente interna del mencionado partido, que llegó a ser liderada por Roque Sáenz Peña y que cumplió el papel histórico de sancionar la ley electoral Sáenz Peña de 1912, estableciendo el sufragio secreto y obligatorio para varones, abriendo el camino para la instalación de la democracia en Argentina.

## Historia
El Partido Modernista fue un partido político liberal-conservador de Argentina creado en 1891 con el fin de participar en las elecciones presidenciales de 1892. Se trató de un desprendimiento en disidencia del hegemónico Partido Autonomista Nacional (PAN), que estuvo en el poder ininterrumpidamente entre 1874 y 1916, con el fin de desplazar al hombre fuerte de este último, el general Julio Argentino Roca, y establecer un sistema electoral no fraudulento.
Su principal impulsor fue el entonces gobernador de la provincia de Buenos Aires Julio Costa y su candidato presidencial Roque Sáenz Peña. Contó también con el apoyo de los gobernadores de las provincias de Santa Fe, Entre Ríos, Corrientes, Córdoba y Santiago del Estero.
Roque Sáenz Peña había sido junto a Leandro Alem, Hipólito Yrigoyen y otros destacados jóvenes políticos, uno de los fundadores en 1877 del fugaz Partido Republicano, que tenía como principal bandera el establecimiento de un régimen realmente democrático con elecciones libres, que impidiera la práctica institucionalizada del fraude electoral.
El Partido Modernista fracasó debido a la maniobra diseñada por el propio Julio A. Roca, a quien llamaban el Zorro, con apoyo del presidente Carlos Pellegrini, de ofrecer la candidatura presidencial del PAN a Luis Sáenz Peña, padre del candidato modernista, provocando de ese modo la renuncia de Roque Sáenz Peña y el colapso del partido. Sus adherentes volvieron al PAN, donde se mantuvieron como corriente interna modernista. Costa por su parte, abandonó la carrera política luego de que fracasara su intento de desplazar a Roca, de la revolución radical de 1893 que lo derrocó y de la intervención a su provincia dispuesta por el gobierno de Luis Sáenz Peña.
En 1904, durante las negociaciones internas del PAN para definir la fórmula presidencial en las elecciones presidenciales de 1904, la línea modernista, ya liderada por Roque Sáenz Peña, logra la adhesión de Carlos Pellegrini y el apoyo de un desprendimiento del PAN liderado por Marco Aurelio Avellaneda, para imponer como candidato a vicepresidente a José Figueroa Alcorta, secundando a Manuel Quintana. Debido a la muerte del presidente Quintana en 1906, el candidato de la corriente modernista Figueroa Alcorta fue nombrado presidente de la Nación.
En 1910, y ya con el poder presidencial en manos de Figueroa Alcorta, la corriente modernista impuso como candidato a presidente del PAN a Roque Sáenz Peña, quien asumió la Presidencia de la Nación el 12 de octubre de 1910. Una de sus primeras gestiones como presidente, fue entrevistarse con su antiguo compañero del Partido Republicano y líder por entonces de la Unión Cívica Radical, Hipólito Yrigoyen, quien ya había liderado dos levantamientos armados debido al fraude electoral, para acordar un nuevo régimen electoral que lo impidiera. El resultado fue la Ley Sáenz Peña de sufragio secreto y obligatorio para varones, sancionada en 1912, que estableció por primera vez un régimen parcialmente democrático en Argentina y que permitió la llegada de la UCR al poder en 1916, con la candidatura del propio Yrigoyen.